# Isarachnanthus
Isarachnanthus är ett släkte av koralldjur. Isarachnanthus ingår i familjen Arachnactidae.
Kladogram enligt Catalogue of Life:
| Isarachnanthus | \| \| Isarachnanthus bandanensis \| \| \| \| \| \| Isarachnanthus maderensis \| \| \| \| \| \| Isarachnanthus panamensis \| \| \| \| |
|                | \| \| Isarachnanthus bandanensis \| \| \| \| \| \| Isarachnanthus maderensis \| \| \| \| \| \| Isarachnanthus panamensis \| \| \| \| |
|                | Anactinia |
|                | |
|                | Anactis |
|                | |
|                | Arachnactis |
|                | |
|                | Arachnanthus |
|                | |
|                | Dactylactis |
|                | |
|                | Isapiactis |
|                | |
|                | Isarachnactis |
|                | |
|                | Isovactis |
|                | |
|                | Ovactis |
|                | |
|                | Paranactinia |
|                | |
|                | Isarachnanthus bandanensis |
|                | |
|                | Isarachnanthus maderensis |
|                | |
|                | Isarachnanthus panamensis |
|                | |

|  | Isarachnanthus bandanensis |
|  |                            |
|  | Isarachnanthus maderensis  |
|  |                            |
|  | Isarachnanthus panamensis  |
|  |                            |